# Dolichil-fosfato beta-D-mannosiltransferasi
La dolichil-fosfato beta-D-mannosiltransferasi è un enzima appartenente alla classe delle transferasi, che catalizza la seguente reazione:
GDP-mannosio + dolichil fosfato ⇄ GDP + dolicil D-mannosil fosfato
L'enzima agisce solo sui poliprenili fosfati a lunga catena e sui α-diidropoliprenili fosfati che sono più grandi di C35.